# Скагерак
Скагерак (на датски, норвежки и шведски: Skagerrak) е името на един от двата протока, които свързват Балтийско море със Северно море. Скагерак е разположен между датското северно крайбрежие (полуостров Ютланд), Норвегия и шведското западно крайбрежие.
Заедно с протока Категат, който е разположен на югоизток от него, двата протока са част от важен морски и търговски път, осигуряващ директна връзка между Балтийско море, Северно море и Атлантическия океан. В по-голямата си част протоците принадлежат на Дания и на Датските морски територии.
Скагерак заема важна стратегическа позиция за Германия през двете световни войни. През Първата световна война именно тук се състои едно от най-големите морски сражения в историята – Ютландската битка.

## География
Скагерак е с дължина 240 km и ширина между 80 и 140 km. Задълбочава се към норвежкия бряг, достигайки 700 m дълбочина в някои участъци. Важни пристанища по дължина на протока са: Осло и Кристиансанд в Норвегия и Удевала, Люсешил и Стрьомстад в Швеция.
Средната соленост на протока е много ниска, около 30‰. Областта включва широко разнообразие от местообитания, от плитки песъчливи и каменисти рифове при Швеция и Дания до дълбините на Норвежкото крайбрежие.